# Periclina yvonina
Periclina yvonina là một loài bướm đêm trong họ Geometridae.